# Piper yucatanense
Piper yucatanense C.DC. – gatunek rośliny z rodziny pieprzowatych (Piperaceae C. Agardh). Występuje naturalnie w klimacie tropikalnym Ameryki – na obszarze od Meksyku po Panamę. 

## Morfologia
PokrójZimozielony krzew dorastający do 1,5–2 m wysokości.
LiścieMają kształt od owalnego do eliptycznie lancetowatego. Mierzą 8,5–14 cm długości oraz 3–4,5 cm szerokości. Nasada liścia jest rozwarta. Blaszka liściowa jest o spiczastym wierzchołku. Ogonek liściowy jest nagi i dorasta do 3–5 mm długości.
KwiatySą zebrane w kłosy, rozwijają się w kątach pędów. Są siedzące. Mierzą 3–5 cm długości. Mają białą barwę.
OwoceJagody o cylindrycznym kształcie. Osiągają 1–2 mm średnicy.

## Biologia i ekologia
Rośnie w wilgotnych wiecznie zielonych lasach, w lasach wtórnych oraz na niużytkach. Występuje na wysokości do 1600 m n.p.m.